# 彩京シューティングコレクション
彩京シューティングコレクション（さいきょうシューティングコレクション）は、彩京がアーケード用に制作したシューティングゲームを2作ずつ収録したPlayStation 2用ソフトのシリーズ。販売元はタイトー。

## 彩京シューティングコレクションVol.1 STRIKERS1945I＆II
「彩京シューティングコレクションVol.1 STRIKERS1945I&II」（さいきょうシューティングコレクションボリュームいち ストライカーズいちきゅよんごワンアンドツー）は、2004年8月5日にタイトーから発売されたPlayStation 2用ソフト。
彩京シューティングコレクションの第1弾となる。
2005年7月14日は廉価版のTAITO BESTとして再発売。
収録作品
ストライカーズ1945
ストライカーズ1945II

## 彩京シューティングコレクションVol.2 戦国エース&戦国ブレード
「彩京シューティングコレクションVol.2 戦国エース&戦国ブレード」（さいきょうシューティングコレクションボリュームに せんごくエース アンド せんごくブレード）は、2004年12月2日にタイトーから発売されたPlayStation 2用ソフト。
彩京シューティングコレクションの第2弾にあたる。
2005年12月1日は廉価版のTAITO BESTとして再発売。
収録作品
戦国エース
戦国ブレード

## 彩京シューティングコレクションVol.3 ソルディバイド&ドラゴンブレイズ
「彩京シューティングコレクションVol.3 ソルディバイド&ドラゴンブレイズ」（さいきょうシューティングコレクションボリュームさん ソルディバイド アンド ドラゴンブレイズ）は、2005年3月31日にタイトーから発売されたPlayStation 2用ソフト。
彩京シューティングコレクションの第3弾で、最終巻となる。
収録作品
ソルディバイド
ドラゴンブレイズ